# Julius von Sachs
Ferdinand Gustav Julius von Sachs (2 de octubre de 1832, Breslau - 29 de mayo de 1897) fue un botánico, y profesor alemán.
Muestra muy joven interés por la historia natural. Termina la escuela en 1851 y es asistente del fisiólogo Jan Evangelista Purkinje (1787-1869) en Praga.
En 1856, obtiene el título de doctor en filosofía, y se orienta a la carrera en botánica. Se establece como Privatdozent (aspirante a profesor universitario) en Fisiología Vegetal en la Universidad de Praga.
En 1859, obtiene un puesto de asistente en la "Academia Agrícola de Tharandt" en el Reino de Sajonia (hoy Dresde); en 1861, obtiene la dirección de la "Escuela Politécnica de Chemnitz", mas es inmediatamente transferido a la "Academia Agrícole de Poppelsdorf" (hoy parte de la Universidad de Bonn), cerca de Bonn, puesto que ocupa hasta 1867. Es nombrado profesor de botánica en la universidad de Friburgo de Brisgovia.
En 1868, acepta la cátedra de botánica de la Universidad de Wurzburgo, que desarrolla hasta su deceso, rechazando ofertas repetidas de otras universidades alemanas.
El talento de Sachs como estudioso, autor y docente le valen un gran renombre. Se lo asoció particularmente al desarrollo de la fisiología vegetal de finales de la segunda mitad del siglo XIX, deviniendo una rama importante de la botánica. Sus primeros artículos, dispersos en numerosas revistas de botánica o de sociedades científicas, muestran sus variados y grandes centros de interés (reeditados unidos en 1892-93.
Se le puede citar por la prominente serie Keimungsgeschichten, que marcó el nacimiento de los métodos de análisis microquímicos, permitiéndole consagrarse a estudiar la fisiología y la morfología de los procesos germinativos.
Él resucita el método de "cultivo en agua", aplicándolo a la investigación en los problemas de nutrición y demuestra que los granos de almidón hallados en los cloroplástidos constituyen el primer elemento nutritivo del grano.
Sus últimos artículos se editan exclusivamente en tres volúmenes de la revista Arbeiten de botanisthen Instituts in Würzburg (1871-1788). Aquí se señala su estudio de la periodicidad del crecimiento en longitud, y muestra la influencia del espectro sobre la velocidad de crecimiento vegetal, en conexión con utilizar el autorregistrador auxanómetro, con el cual establece la influencia retardante de rayos muy refrangibles del espectro en la tasa de crecimiento, vinculados también con el heliotropismo y el geotropismo. Allí introduce el clinostato; para trabajar en la estructura y la disposición de las células en los ápices de crecimiento; sus elaborados experimentos evidenciaron lo que denominó "teoría de la imbibición" en la corriente de transpiración; todas investigaciones exhaustivas sobre la actividad asimilatoria de la hoja verde.
Su Handbuch der Experimentalphysiologie des Pflanzen (1865, edición francesa en 1868) con una admirable condensación del conocimiento de la época y a una gran audiencia, incluyendo además información original. Le sigue, en 1868, la primera edición de su famoso Lehrbuch der Botanik, lejos el mejor manual de botánica del siglo XIX. Aparecen numerosísimas reediciones, en Alemania y en otros países de Europa. La 4ª y última edición alemana se publica en 1874, y dos ediciones inglesas salen de "Oxford Press" en 1875 y 1882.
Podría decirse que Lehrbuch fue eventualmente desplazado por su siguiente obra, Vorlesungen uber Pflanzenphysiologie (1882, reeditada en 1887), pero es mucho más especializada y más limitado en cubrir áreas de la fisiología.
Fue también autor de una historia de la botánica, Geschichte der Botanik que aparece en 1875, siendo traducida a las principales lenguas europeas.
Fue nombrado miembro extranjero de la Royal Society el 31 de mayo de 1888.
Su prédica docente tuvo gran influencia en sus estudiantes. Entre ellos : Julius Oscar Brefeld (1839-1925), Wilhelm Friedrich Philipp Pfeffer (1845-1920), Francis Darwin (1848-1925), Christian Ernest Stahl (1848-1919), Hugo de Vries (1848-1935), Karl Anton Eugen Prantl (1849-1893), Karl Ritter von Goebel (1855-1932), Georg Albrecht Klebs (1857-1913), Herman Müller Thurgau (1850-1927), Fritz Noll (1858-1908).

## Algunas publicaciones
- 1859 : Physiologische Untersuchungen über die Keimung der Schmikbohne (Phaseolus multiflorus)
- 1859 : Ueber das abwechselnde Erbleichen und Dunkelwerden der Blätter bei wechselnder Beleuchtung
- 1862 : Ueber das Vergeilen der Pflanzen
- 1863 : Ueber den Einfluss des Tageslichtes auf die Neublidung unt Entfaltung verschiedener Pflanzenorgane
- 1865 : Handbuch der Experimentalphysiologie der Pflanzen
- 1868 : Lehrbuch der Botanik
- 1871-1872 : Die Geschichte der Botanik vom 16. Jahrhundert bis 1860
- 1878 : Ueber die Anordnung der Zellen in jüngsten Pflanzentheilen
- 1882 : Die Vorlesungen über "Pflanzenphysiologie
- 1892 : Gesammelte Abhandlungen über Pflanzenphysiologie
- 1894 : Mechanomorphosen und Phylogenie
- 1896 : Phylogenetische Aphorismen und ueber innere Gestaltungsursachen oder Automorphosen

## Honores

### Eponimia
- (Asteraceae) Sachsia Griseb.[1]
- La abreviatura «Sachs» se emplea para indicar a Julius von Sachs como autoridad en la descripción y clasificación científica de los vegetales.[2]